# Azuragrion nigridorsum
Azuragrion nigridorsum е вид водно конче от семейство Coenagrionidae. Видът не е застрашен от изчезване.

## Разпространение
Разпространен е в Ангола, Ботсвана, Демократична република Конго, Етиопия, Замбия, Зимбабве, Йемен (Северен Йемен и Сокотра), Кения, Мадагаскар, Мозамбик, Намибия, Оман, Свазиленд, Танзания, Уганда, Южен Судан и Южна Африка (Гаутенг, Западен Кейп, Квазулу-Натал, Лимпопо, Мпумаланга и Фрайстат).